# BMW 3/20
La BMW 3/20 est une petite voiture du constructeur BMW produite entre 1932 et 1934.

## Historique
En 1932, BMW laissa l’accord de licence avec Austin pour la BMW 3/15 PS expirer le 1er mars 1932, quelques semaines avant l’introduction de sa propre 3/20 AM 1 - le premier développement interne d’une petite voiture avait déjà commencé à Munich en 1931.

### Développement
La petite voiture construite à Eisenach était plus grande et plus confortable grâce à un nouveau châssis avec un empattement plus long de 25 cm et un moteur avec un tiers de puissance en plus. La carrosserie était produite à l’usine de Sindelfingen et achetée par BMW grâce à la médiation du PDG de Daimler-Benz, Wilhelm Kissel, qui a également siégé au conseil de surveillance de BMW à partir du 19 mars 1932. Cette coopération a conduit au fait que les automobiles BMW étaient vendues dans les concessions de Daimler-Benz AG.

### Commercialisation
Le prix de la berline était de 2 825 Reichsmark au début de la période de production; en février 1933, il n’était que de 2 650 Reichsmark. Dans la liste des prix de janvier 1934, seule la berline avec et sans capote figurait avec des prix inchangés.
Après 7 215 unités, BMW a mis fin à la production en 1934. Malgré le succès économique, il n’y a pas eu de successeur de la même taille; À partir de 1936, après deux ans de construction de la BMW 309 - une BMW 303 avec le moteur quatre cylindres de la BMW 3/20 - BMW a continué à produire exclusivement des véhicules modernes et performants avec des moteurs six cylindres.

## Technologie

### Moteur et transmission

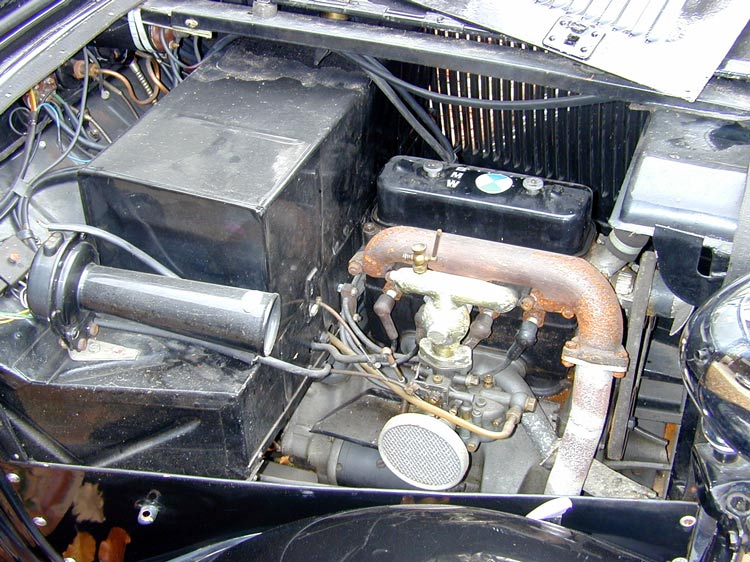
Compartiment moteur d’une AM 4

La BMW 3/20 était propulsée par un moteur quatre cylindres refroidi par eau d’une cylindrée de 782 cm3 et 20 ch (15 kW). Par rapport à la BMW 3/15 de conception Austin, le nouveau moteur comportait une culasse OHV, la cylindrée est passée de 749 cm3 à 782 cm3 grâce à une course plus importante de 4 millimètres. Pour la première fois chez BMW, l’eau de refroidissement du moteur M68 était mise en circulation par une pompe à eau.
La boîte de vitesses à trois rapports non synchronisée des types AM 1 et AM 3 a été remplacé par une boîte de vitesses à quatre rapports dans l’AM 4.

### Carrosserie et châssis
La carrosserie deux portes, achetée à Daimler-Benz AG, était entièrement en acier, comme c’était le cas pour sa prédécesseur. Le plancher boulonné au châssis bas au centre a contribué à la stabilité du châssis.
L’essieu arrière a été conçu comme un essieu oscillant moderne et complexe, ce qui n’était cependant pas convaincant. Deux ensembles de ressorts à lames transversaux guidaient et suspendaient les roues arrière. Après cette conception, BMW est revenue à l’essieu rigide pour le modèle successeur et toutes les autres voitures particulières. Il faudra attendre la BMW 600 de 1957 pour que l’essieu rigide soit abandonné.
Un seul ensemble de ressorts à lames transversaux guidat les roues avant, tandis que des tiges de poussée supplémentaires fournissaient un soutien dans le sens longitudinal.
Les freins à tambour des quatre roues étaient actionnés mécaniquement.

## Finitions
BMW n’a utilisé que les désignations AM 1, AM 3 et AM 4 dans les listes de pièces de rechange et la documentation. Dans les documents liés aux clients tels que les brochures publicitaires, les publicités et les manuels, seules les désignations BMW 3/20 PS ou 0,8 ltr./20 PS figuraient, indépendamment de l’année de fabrication et de la série,.

### Série
- AM 1 : de mars 1932 à décembre 1932[12]
- AM 3 : de novembre 1932 à mai 1933[13]
- AM 4 : de février 1933 à mars 1934[7]

### Variantes de carrosserie

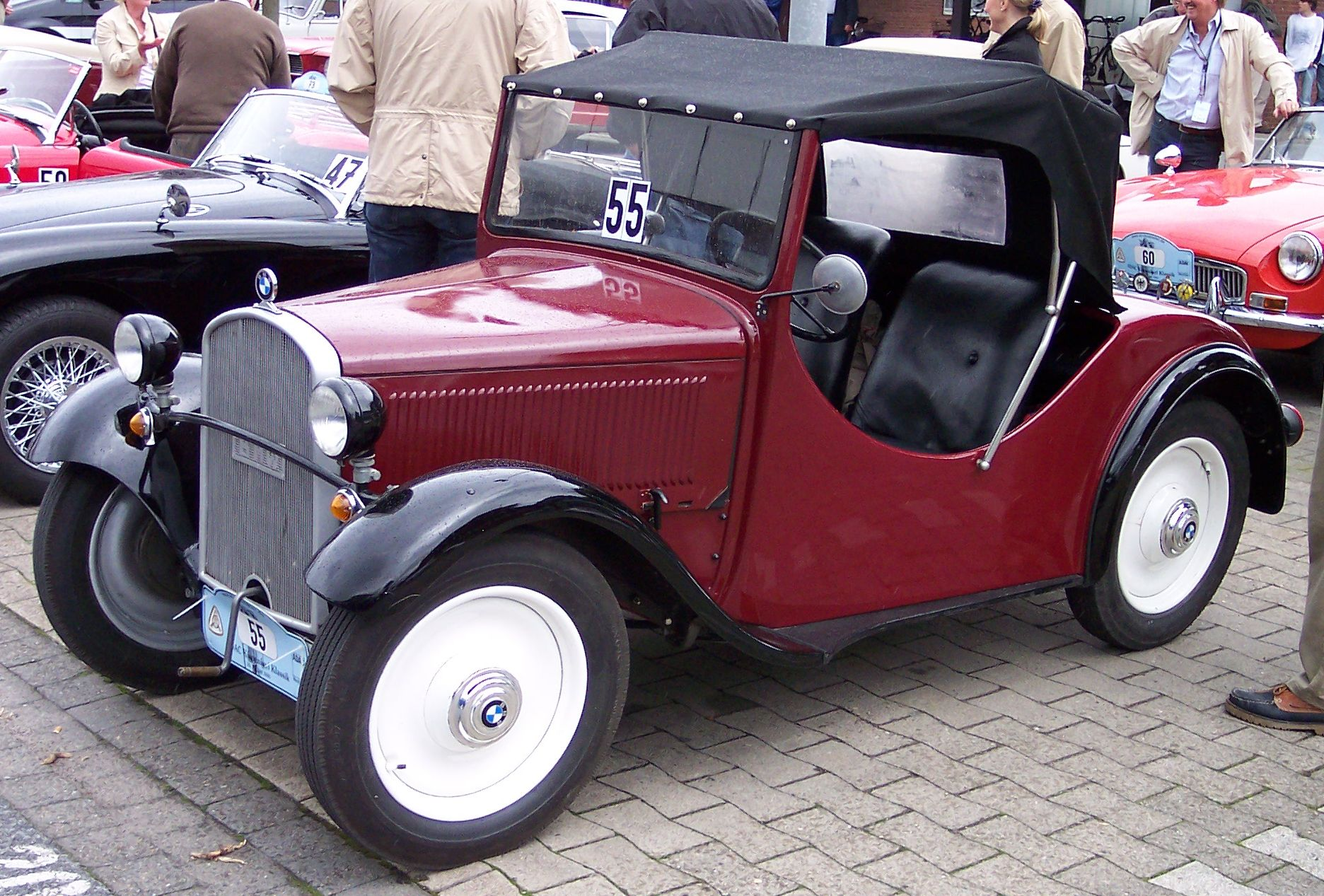
AM 4 en version biplace ouverte

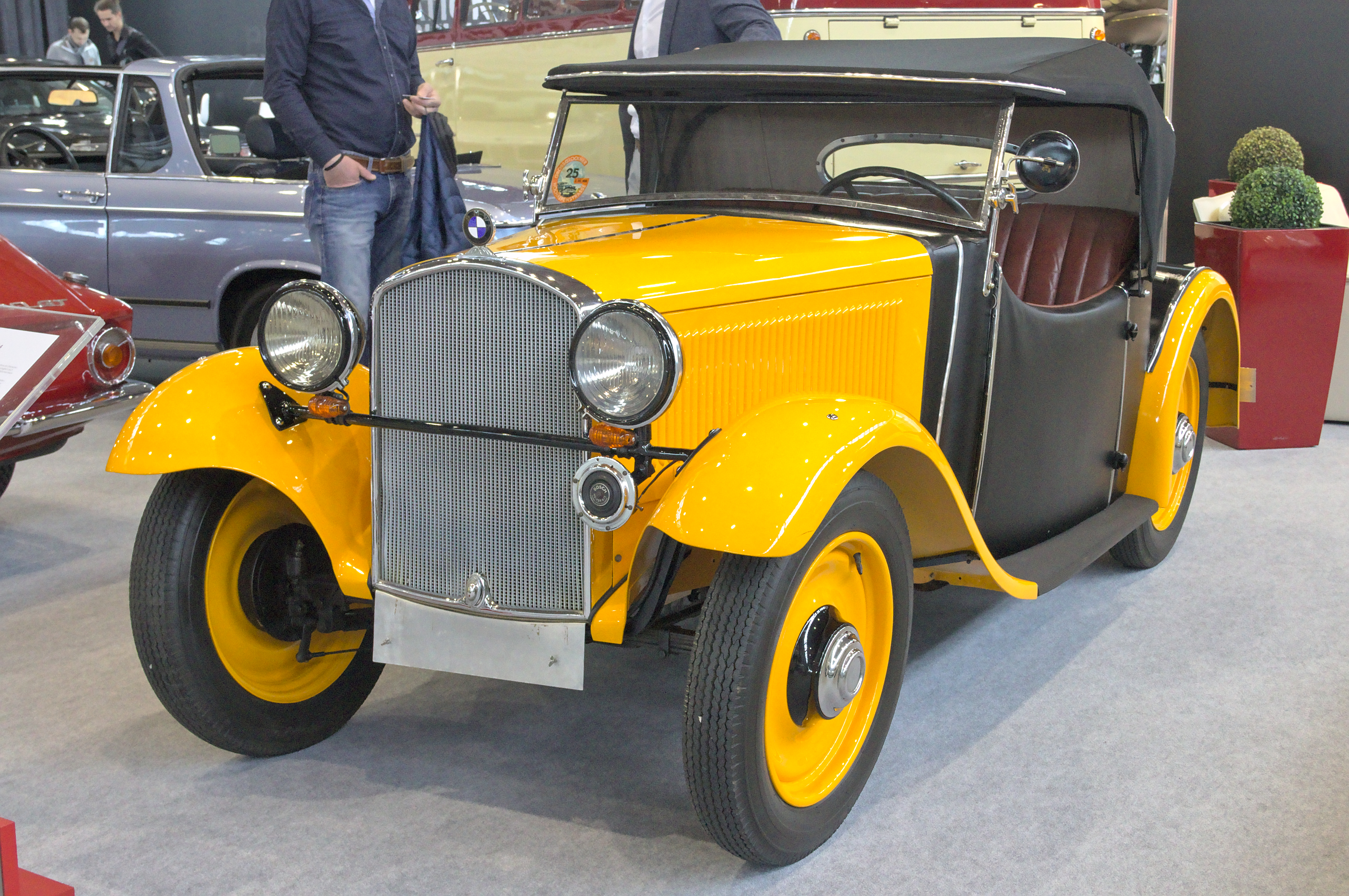
AM 4 en cabriolet deux portes

Créées d’usine à partir des types AM 1, AM 3 et AM 4:
- 5 055 berlines
- 800 berlines à toit souple
- 53 camions de livraison
- 252 cabriolets quatre places
- 405 cabriolets deux places
- 11 cabriolets sportifs
- 471 cabriolets deux portes
- 168 châssis pour carrosseries spéciales

| Chiffres de production | Année | 1932  | 1933  | 1934 | Total |
| ---------------------- | ----- | ----- | ----- | ---- | ----- |
| BMW 3/20               |       | 2.406 | 4.453 | 356  | 7.215 |

Les structures spéciales étaient principalement créées en tant que carrosseries ouvertes; par exemple chez Reutter à Stuttgart, Ludwig Weinberger à Munich et Karosseriewerken Weinsberg à Weinsberg.